# Gringo (tidskrift)
Gringo (efter spanska gringo ungefär "utlänning, "nordamerikan"), var en tidning om invandrarkultur. Den startades av Zanyar Adami och Carlos Rojas som en månatlig bilaga i gratistidningen Metro år 2004 men växte snart till ett eget annonsfinansierat projekt. Den gick i konkurs år 2007, men återuppstod i Skåne i ett samarbete med Skånska Dagbladet, framförallt som en del i deras webb-satsning.
Tidningens chefredaktör Zanyar Adami fick Stora journalistpriset 2005 i kategorin "Årets förnyare" och tidningen utsågs till "Årets nykomling" av branschorganisationen Sveriges Tidskrifter. Tidningen ville förändra schablonbilden av invandrare och de invandrartäta förorterna som gavs i det allmänna mediebruset. Redaktionen ville att ord som blatte och svartskalle skulle normaliseras och de verkade för spridning av förortssvenskan. Blandat med reportage om invandrare i Sverige fanns också en "Svenssonskola", en "Mångfaldsmanual" och en "En överlevnadsguide till förorten. Flera av tidningens journalister blev kända och fick sina krönikor publicerade i de stora tidningarna som Aftonbladet och Svenska Dagbladet.[källa behövs]
Tidningen fick redan från början ta emot en del kritik, även bland svenskar med invandrarbakgrund. De ansåg att tidningen skiljde på svenskarna och invandrarna, det blev "vi mot dem". Till exempel tyckte samhällsdebattören Kurdo Baksi att tidningen skapade fördomar, konflikter och främlingsrädsla.
I augusti 2007 lades tidningen ner efter en konkurs, och konkursförvaltaren anmälde företaget till ekobrottsmyndigheten för oegentligheter.
Nya Gringo återuppstod i april 2008 som en gratis månadstidning. Den delades ut i Malmö, Göteborg, Stockholm, Lund och Köpenhamn men gick även att prenumerera på. Tidningens återkomst var resultatet av ett samarbete med Skånska Dagbladet och deras webbsatsning. Förutom tidningen gav Skånska Dagbladet utrymme för en nättidning med bloggar, i början av 2009 flyttades materialet till egna webbsidan för att slutligen upphöra helt.